# Hüblingen

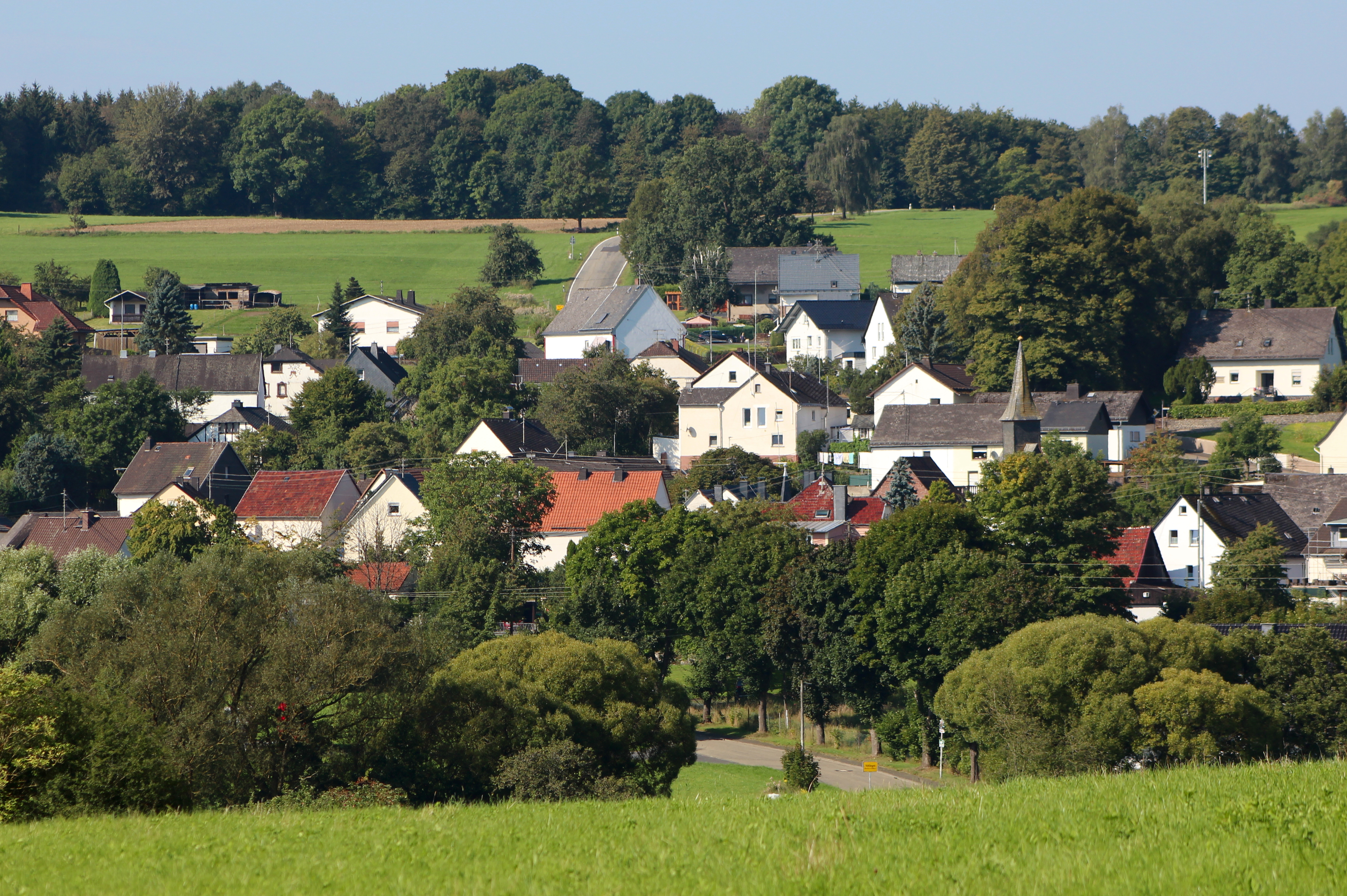
Ansicht von Hüblingen

Hüblingen ist eine Ortsgemeinde im Westerwaldkreis in Rheinland-Pfalz. Sie gehört der Verbandsgemeinde Rennerod an.

## Geographische Lage
Die Gemeinde liegt im Westerwald zwischen den Städten Siegen (36 Kilometer nördlich), Wetzlar (29 Kilometer östlich) und Limburg an der Lahn (20 Kilometer südlich). 

## Politik

### Bürgermeister
Wolfgang Kämpchen wurde am 28. Juni 2019 Ortsbürgermeister von Hüblingen. Da bei der Direktwahl am 26. Mai 2019 kein Bewerber kandidiert hatte, erfolgte die Wahl gemäß Gemeindeordnung durch den Rat. Dieser entschied sich einstimmig für Kämpchen. Er wurde im Juni 2024 wiedergewählt.
Kämpchens Vorgänger Bernd Appel hatte das Amt des Ortsbürgermeisters zehn Jahre ausgeübt.

### Wappen
| Wappen von Hüblingen | Blasonierung: „Von Blau auf Gold wellenförmig gespalten; vorn ein silberner Kirchturm mit einem schwarzen Rundbogenfenster und darüber einen schwarzen Lichtblitz, hinter dem Turm beiderseits hervortretend die Katzen eines silbernen Langhauses, auf dem Turm ein dreieckiger, schwarzer Dachgiebel, darauf ein kreuzbestecktes schwarzes Glockentürmchen, in beiden ein silbernes Doppelfenster; hinten übereinander drei blaue Mühlräder mit sechs Speichen und zwölf Schaufeln.“ |
| Wappen von Hüblingen | |

## Verkehr
- Westlich der Gemeinde verläuft die B 54, die von Limburg an der Lahn nach Siegen führt.
- Die nächste Autobahnanschlussstelle ist Limburg-Nord an der A 3 Köln–Frankfurt, etwa 22 Kilometer entfernt.
- Der nächstgelegene ICE-Halt sind die Bahnhöfe Limburg Süd bzw. Montabaur an der Schnellfahrstrecke Köln–Rhein/Main.

## Kulturdenkmäler
→ siehe Liste der Kulturdenkmäler in Hüblingen